# Protection (canción de Donna Summer)
«Protection» es una canción de Donna Summer, originalmente incluida en su álbum homónimo de 1982 que fue producido por Quincy Jones. Escrita por Bruce Springsteen, fue lanzada como sencillo en Japón y varios países de Europa.

## Información de la canción
David Geffen se acercó a Jon Landau, mánager y productor de Bruce Springsteen, y le preguntó si Springsteen estaría interesado en escribir una canción para Donna Summer, que recientemente había firmado con Geffen Records. Springsteen accedió a hacerlo y reunió a la E Street Band para grabar un demo. Sin embargo, cuando Landau escuchó el resultado, "Cover Me", persuadió a Springsteen para que se quedara con esa canción. Springsteen escribió entonces "Protection". Grabó una versión con la E Street Band en The Hit Factory durante enero o febrero de 1982 y la registró en la Oficina de Derechos de Autor de los Estados Unidos el 8 de marzo de 1982. En el mismo mes, Springsteen y Roy Bittan también viajaron a Los Ángeles para ayudar a en la grabación de la canción. En la versión lanzada por Summer, Springsteen tocó el solo de guitarra y se puede escuchar claramente en las voces de fondo.
Alcanzó el número 26 en la lista Los 40 de España en 1983. Fue nominada a un Premio Grammy en 1983 como Mejor Interpretación Vocal Femenina de Rock.
En 1997 también fue incluida en One Step Up/Two Steps Back: The Songs Of Bruce Springsteen.

## Personal

### Músicos
- Donna Summer - voz principal
- Bruce Springsteen - solo de guitarra, coros
- Ernie Watts - saxofones
- Steve Lukather - guitarras
- David Paich – sintetizadores
- Greg Phillinganes - sintetizadores
- Roy Bittan – piano acústico
- Louis Johnson - bajo
- Jeff Porcaro - batería
- Steve Porcaro – programación de sintetizadores

### Producción
- Quincy Jones - productor
- Bruce Swedien – ingeniero, mezcla